# Henk Ebbinge
Henk Ebbinge (Groningen, 6 de març de 1949 - ibídem, 3 de gener de 2015) va ser un futbolista neerlandès que jugava en la demarcació de migcampista.
Va debutar com a futbolista amb el VV Oosterparkers. Un any després, va fitxar pel SC Heerenveen, que jugava a l'Eerste Divisie, on va quedar en desena posició, i va ser eliminat a la segona ronda de la KNVB Cup per l'Heracles Almelo.
El 1974, el va fitxar l'SC Veendam, on va jugar dos anys. Va disputar dues temporades més a l'Eerste Divisie. Finalment, el 1976, va ser traspassat al FC Groningen, on va acabar la seva carrera futbolística un any després.
Va ser el pare del també futbolista Arjan Ebbinge.
Va morir el 3 de gener de 2015 als 65 anys.